# ポーリーヌ・フェラン＝プレヴォ
ポーリーヌ・フェラン=プレヴォ（Pauline Ferrand-Prévot、1992年2月10日 - ）は、フランス・ランス出身の女子自転車競技（ロードレースおよびマウンテンバイク・クロスカントリー(XC)）選手。2014年世界選手権ロード、2014年と2015年の世界選手権シクロクロス、そして、2015年の世界選手権マウンテンバイク・クロスカントリーのタイトルを獲得し、23歳にしてロード・シクロクロス・マウンテンバイクの三冠覇者となった。

## 主な戦績

### マウンテンバイク・クロスカントリー
- オリンピック マウンテンバイク・クロスカントリー
  - 2012年 26位 クロスカントリー  ロンドン
  - 2012年 途中棄権 クロスカントリー  リオデジャネイロ

- マウンテンバイク世界選手権
  - 2009年  優勝 クロスカントリー ジュニア  キャンベラ
  - 2010年  優勝 クロスカントリー ジュニア  モン・サンタンヌ
  - 2011年  3位 クロスカントリー U23  シャンペリ
  - 2012年  2位 クロスカントリー U23  ザールフェルデン
  - 2013年  2位 クロスカントリー U23  ピーターマリッツバーグ
  - 2014年 8位 クロスカントリー U23  ハーフィエル
  - 2014年  優勝 クロスカントリー  チームリレー  ハーフィエル
  - 2015年  優勝 クロスカントリー  ヴァルノード
  - 2015年  優勝 クロスカントリー チームリレー  ヴァルノード
  - 2016年 16位  クロスカントリー  ノヴェ・メスト
  - 2016年  優勝 クロスカントリー チームリレー  ノヴェ・メスト
  - 2017年  3位  クロスカントリー  ケアンズ
  - 2017年  3位  クロスカントリー チームリレー   ケアンズ
  - 2019年  優勝 クロスカントリー　 モン・サンタンヌ
  - 2019年  3位  クロスカントリー チームリレー　 モン・サンタンヌ
  - 2020年  優勝 クロスカントリー　 レオガング
  - 2022年  優勝 クロスカントリー　 レ・ジェ
  - 2022年  優勝 クロスカントリー ショートトラック　 レ・ジェ
  - 2023年  優勝 クロスカントリー　 グラスゴー
  - 2023年  優勝 クロスカントリー ショートトラック　 グラスゴー

- マウンテンバイク世界選手権マラソン
  - 2019年  優勝　　ザンクト・ニクラウス
  - 2022年  優勝　　ハーダースレヴ

- UCIマウンテンバイクワールドカップ
  - 2011年 クロスカントリー U23 総合優勝
    - #2  優勝  ダルビー・フォレスト
    - #3  優勝  オッフェンブルク
    - #4  優勝  モン・サンタンヌ
    - #5  優勝  ウィンダム
    - #6  3位  ノヴェー・ムニェスト・ナ・モラヴィエ
    - #7  2位  ヴァル・ディ・ソーレ

  - 2012年 クロスカントリー 総合20位
    - #1 13位  ピーター・マリッツバーグ
    - #2 4位  ハウファリズ
    - #3 21位  ノヴェー・ムニェスト・ナ・モラヴィエ
    - #4 13位  ラ・ブルス

  - 2013年 クロスカントリー 総合35位
    - #1 16位  アルプシュタット
    - #2 11位  ノヴェー・ムニェスト・ナ・モラヴィエ

  - 2014年 クロスカントリー 総合10位
    - #3  優勝  ノヴェー・ムニェスト・ナ・モラヴィエ
    - #4  優勝  アルプシュタット
    - #7  3位  メリベル

  - 2015年 クロスカントリー 総合9位
    - #1  3位  ノヴェー・ムニェスト・ナ・モラヴィエ
    - #4  3位  モン・サンタンヌ
    - #5  優勝  ウィンダム

  - 2018年 クロスカントリー 総合7位
  - 2019年 クロスカントリー 総合3位

- 欧州大陸選手権
  - 2012年 4位 クロスカントリー  U23  モスクワ
  - 2013年  優勝 クロスカントリー  U23  ベルン
  - 2014年  優勝 クロスカントリー U23  ザンクト・ヴェンデル
  - 2018年  2位 クロスカントリー
  - 2020年   優勝 クロスカントリー U23  ザンクト・ヴェンデル

- フランス国内選手権
  - 2012年  優勝 クロスカントリー U23 レジェ
  - 2013年  優勝 クロスカントリー U23 オロン
  - 2013年  優勝 クロスカントリー U23 オロン
  - 2014年  優勝 クロスカントリー
  - 2015年  優勝 クロスカントリー オーズ
  - 2016年  優勝 クロスカントリー
  - 2017年  優勝 クロスカントリー
  - 2018年  優勝 クロスカントリー
  - 2019年　 優勝 クロスカントリー
  - 2020年 3位 クロスカントリー
  - 2020年 3位 クロスカントリー マラソン
  - 2021年 ２位 クロスカントリー

### シクロクロス
- 世界選手権シクロクロス
  - 2010年 8位  ターボル
  - 2011年 8位  ザンクト・ヴェンデル　
  - 2015年  優勝  ターボル

- 欧州大陸選手権
  - 2011年 10位   ルッカ　
  - 2012年  3位  イプスウィッチ

- フランス国内選手権[2]
  - 2010年  3位 リエヴァン
  - 2011年  2位 ラナルヴィリー
  - 2012年  2位 ケルヌック
  - 2013年  2位 ノメ
  - 2014年  優勝 リニェール
  - 2015年  優勝 ポンシャトー

### ロード
- 世界選手権ロード
  - 2013年 13位  フローレンス
  - 2014年  優勝   ポンフェラーダ

- 世界選手権ロード チームタイムトライアル[3]
  - 2013年  2位 RABOBANK  トスカーナ

- UCI女子ロードワールドカップ
  - 2011年 総合30位
    - #1 9位  トロフェオアルフレッド・ビンダ・コムーネ・ディチッティーリオ
    - #4 7位  フレッチェ・バロン

  - 2012年 総合13位
    - #1 10位  ロンド・バン・ドレンテ
    - #2 7位  トロフェオアルフレッド・ビンダ・コムーネ・ディチッティーリオ

  - 2013年 総合52位
  - 2014年 総合6位
    - #2 5位  トロフェオアルフレッド・ビンダ・コムーネ・ディチッティーリオ
    - #4  1位  フレッチェ・バロン
    - #9  3位  グランプリ・プルエ・モンターニュ

  - 2015年 総合6位
    - #1  2位  トロフェオアルフレッド・ビンダ・コムーネ・ディチッティーリオ
    - #2 7位  ツール・ド・フランダース
    - #4 8位  フレッチェ・バロン
    - #9  3位  グランプリ・プルエ・モンターニュ

- 欧州大陸選手権 ロードレース[4]
  - 2009年  3位 ジュニア  ホーフレーデ オーステンデ
  - 2010年  2位 ジュニア  アンカラ

- 欧州大陸選手権 タイムトライアル[4]
  - 2009年  優勝 ジュニア  ホーフレーデ オーステンデ
  - 2010年  2位 ジュニア  アンカラ

- フランス国内選手権 ロードレース[5]
  - 2014年  優勝 フトゥロスコップ
  - 2015年  優勝 シャントネ

- フランス国内選手権 タイムトライアル[5]
  - 2012年  優勝 サンタマン＝レゾー
  - 2013年  優勝 ペイデズアベール
  - 2014年  優勝 フトゥロスコップ
  - 2015年  3位 シャントネ

- ジロ・デ・イタリア・ウィメン
  - 2013年 28位
  - 2014年  2位
  - 2015年 6位 , 第5ステージ 優勝

- ツール・ド・フランス・ファム
  - 2025年 総合優勝

### グラベル
- グラベル世界選手権
  - 2022年  優勝　 ヴェネト